# (11022) Serio
(11022) Serio est un astéroïde de la ceinture principale.

## Description
(11022) Serio est un astéroïde de la ceinture principale. Il fut découvert le 5 mars 1986 à la station Anderson Mesa par Edward L. G. Bowell. Il présente une orbite caractérisée par un demi-grand axe de 2,61 UA, une excentricité de 0,15 et une inclinaison de 15,6° par rapport à l'écliptique.

## Compléments